# Epipremnum moluccanum
Epipremnum moluccanum Schott – gatunek wieloletnich, wiecznie zielonych pnączy z rodziny obrazkowatych, pochodzący z Wysp Korzennych (Moluków) w Indonezji, znany jedynie z lokalizacji typowej.

## Morfologia
PokrójDuże pnącza.
ŁodygaU dorosłych roślin łodyga osiąga 0,7 cm średnicy. Międzywęźla osiągają długość około 3,5 cm i przedzielone są wyraźnymi, bliznami liściowymi i kołnierzami z pozostałości pochew liściowych.
KorzenieKorzenie czepne rzadkie. Korzenie powietrzne bardzo długie, wiszące wolno lub przylegające do podłoża.
LiścieKatafile i profile szybko obsychające i odpadające. Ogonki liści właściwych o długości od 18 do 21 cm, tworzące bardzo wyraźne pochwy liściowe. Blaszki liściowe o wymiarach 21,5–24×10,2–10,5 cm, całobrzegie, eliptyczne, niesymetryczne, ostre, o ostrej do niemal tępej nasadzie.
KwiatyRośliny tworzą pojedynczy kwiatostan typu kolbiastego pseudancjum, który wyrasta z pochwy liściowej. Pęd kwiatostanowy o długości od 4,3 do 5 cm, szorstki. Pochwa kwiatostanu łódkokształtna, obustronnie żółtawa. Kolba osadzona na szypule o długości około 1 cm, cylindryczna, o zaokrąglonym wierzchołku. Kwiaty o średnicy od 2 do 2,5 mm, obupłciowe. Zalążnie o wymiarach 7–9×2,5–4 mm, cylindryczne, spłaszczone u nasady, jednokomorowe, zawierające 2 zalążki. Szyjki słupków o długości do 2,2 mm, trapezoidalne, spłaszczone przy wierzchołku, zakończone podłużno-kulistym znamieniem o wymiarach około 1,5×0,5 mm. Pręciki 4 na kwiat, o spłaszczonych nitkach o długości 5 mm i wąsko jajowatych główkach o wymiarach 3–5×0,75–1 mm.
OwoceZielone jagody.